# Негуак
Негуак (англ. Neguac) — село в Канаді, у провінції Нью-Брансвік, у складі графства Нортамберленд.

## Населення
За даними перепису 2016 року, село нараховувало 1684 особи, показавши зростання на 0,4%, порівняно з 2011-м роком. Середня густина населення становила 62,9 осіб/км².
З офіційних мов обидвома одночасно володіли 1 210 жителів, тільки англійською — 105, тільки французькою — 315. Усього 5 осіб вважали рідною мовою не одну з офіційних.
Працездатне населення становило 58,1% усього населення, рівень безробіття — 20,4%.
Середній дохід на особу становив $35 512 (медіана $29 152), при цьому для чоловіків — $40 796, а для жінок $30 444 (медіани — $32 811 та $25 056 відповідно).
17,6% мешканців мали закінчену шкільну освіту, не мали закінченої шкільної освіти — 36,9%, 45,5% мали післяшкільну освіту, з яких 19,7% мали диплом бакалавра, або вищий.
| Статево-вікова структура населення | Статево-вікова структура населення | Статево-вікова структура населення | Статево-вікова структура населення | Статево-вікова структура населення |
| ---------------------------------- | ---------------------------------- | ---------------------------------- | ---------------------------------- | ---------------------------------- |
|                                    |                                    |                                    |                                    |                                    |
| Всього                             | Всього                             | 49,3%50,7%                         |                                    |                                    |
| 0 — 14 років                       | 0 — 14 років                       |                                    | 13,3%                              | 13,3%                              |
| 15 — 64 років                      | 15 — 64 років                      |                                    | 62,2%                              | 62,2%                              |
| 65 і більше                        | 65 і більше                        |                                    | 24,5%                              | 24,5%                              |
| 85 і більше                        | 85 і більше                        |                                    | 3,8%                               | 3,8%                               |
| Середній вік (років)               | Середній вік (років)               | 46,248,2                           | 47,2                               | 47,2                               |
| Медіана (років)                    | Медіана (років)                    | 49,750,9                           | 50,4                               | 50,4                               |
| — чоловіки — жінки                 |                                    |                                    |                                    |                                    |

| Походження мешканців:     | Походження мешканців:     | Походження мешканців: | Походження мешканців: | Походження мешканців: |
| ------------------------- | ------------------------- | --------------------- | --------------------- | --------------------- |
| Походження                |                           |                       | осіб                  | %                     |
| Корінні американці        | Корінні американці        |                       | 85                    | 5.3%                  |
| Інше північноамериканське | Інше північноамериканське |                       | 1 285                 | 80.06%                |
| Європейське               | Європейське               |                       | 620                   | 38.63%                |
| британське                | британське                |                       | 250                   | 15.58%                |
| французьке                | французьке                |                       | 435                   | 27.1%                 |
| українське                | українське                |                       | 10                    | 0.62%                 |
| Азійське                  | Азійське                  |                       | 10                    | 0.62%                 |

## Клімат
Середня річна температура становить 4,5°C, середня максимальна – 22,5°C, а середня мінімальна – -16,3°C. Середня річна кількість опадів – 1 122 мм.
| Клімат поселення                              | Клімат поселення | Клімат поселення | Клімат поселення | Клімат поселення | Клімат поселення | Клімат поселення | Клімат поселення | Клімат поселення | Клімат поселення | Клімат поселення | Клімат поселення | Клімат поселення | Клімат поселення |
| Показник                                      | Січ.             | Лют.             | Бер.             | Квіт.            | Трав.            | Черв.            | Лип.             | Серп.            | Вер.             | Жовт.            | Лист.            | Груд.            |                  |
| Середній максимум, °C                         | −3,91            | −2,75            | 2,24             | 8,18             | 15,07            | 20,68            | 22,54            | 21,93            | 16,85            | 11,00            | 5,04             | −2,45            |                  |
| Середня температура, °C                       | −10,1            | −8,9             | −3,9             | 2,00             | 8,90             | 14,50            | 18,54            | 17,92            | 12,86            | 7,00             | 1,05             | −6,43            |                  |
| Середній мінімум, °C                          | −16,28           | −15,1            | −10,09           | −4,18            | 2,70             | 8,32             | 14,55            | 13,94            | 8,87             | 3,00             | −2,94            | −10,44           |                  |
| Норма опадів, мм                              | 105              | 76               | 96               | 89               | 92               | 83               | 97               | 90               | 76               | 98               | 104              | 116              |                  |
| Середньомісячна швидкість вітру, м/с          | 4.87             | 4.68             | 4.72             | 4.52             | 4.20             | 3.80             | 3.46             | 3.48             | 3.83             | 4.33             | 4.59             | 4.89             |                  |
| Середньомісячна сонячна радіація, кДж/м²·день | 5092             | 8705             | 12368            | 15372            | 18247            | 20248            | 19835            | 17321            | 12869            | 7965             | 4715             | 3825             |                  |
| --------------------------------------------- | ---------------- | ---------------- | ---------------- | ---------------- | ---------------- | ---------------- | ---------------- | ---------------- | ---------------- | ---------------- | ---------------- | ---------------- | ---------------- |
| Джерело:                                      |                  |                  |                  |                  |                  |                  |                  |                  |                  |                  |                  |                  |                  |